# Mi kell a férfinak?
A Mi kell a férfinak? (eredeti címe: What Men Want?) 2019-ben bemutatott amerikai romantikus vígjáték Shankman Adam rendezésében. A főszereplők Taraji P. Henson, Aldis Hodge, Richard Roundtree, Wendi McLendon-Covey és Tracy Morgan. Ez a 2000-ben bemutatott Mi kell a nőnek? című film remake-je, melyben Mel Gibson alakítja a főszereplőt.
Az Amerikai Egyesült Államokban 2019. február 8-án mutatta be a Paramount Pictures, Magyarországon DVD-n jelent meg.
A film vegyes kritikákat kapott az értékelőktől, akik dicsérték Henson teljesítményét, de azt is megjegyezték, hogy a film túl biztonságos és a nemek közötti váltás után túl kevés újdonságot adott a műfajnak. A Metacritic oldalán a film értékelése 49% a 100-ból, amely 28 véleményen alapul. A Rotten Tomatoeson a Mi kell a férfinak? 45%-os minősítést kapott, 131 értékelés alapján. Világszerte több mint 72 millió dolláros bevételt termelt, amely a 20 milliós költségvetésével szemben jó eredmény.
A film középpontjában egy Ali nevű fiatal nő áll, aki egy jósnő által adott tea megivása után képes a férfiak gondolataiban olvasni.

## Történet
Ali Davis sikeres sportügynök, akit férfi kollégái folyton korlátoznak. Egy este, legjobb barátnője lánybúcsúján találkozik egy jósnővel, Nővérrel, aki azt mondja Ali-nak, hogy segít neki megérteni a férfiakat. Itat vele egy borzalmas ízű teát amiben drog is volt. A bulin Ali balesetet szenved, és másnap azon kapja magát, hogy hallja a férfiak gondolatait. Először meg akar szabadulni újonnan szerzett erejétől, azonban Nővér ráébreszti, hogy mekkora áldás ez a képesség. Ali ezt kihasználva egy kosárlabdasztár leszerződtetésével próbál túljárni kollégái eszén, de közben kezdi elveszíteni legjobb barátnőit és új szerelmét.

## Szereplők
| Szerep              | Színész              | Magyar hangja    |
| ------------------- | -------------------- | ---------------- |
| Alison "Ali" Davis  | Taraji P. Henson     | Peller Anna      |
| Joe "Dollár" Barry  | Tracy Morgan         | Kapácsy Miklós   |
| Will                | Aldis Hodge          | Pál András       |
| Olivia              | Wendi McLendon-Covey | Bertalan Ágnes   |
| Brandon Wallace     | Josh Brener          | Kovács Lehel     |
| Mari                | Tamala Jones         | Nádasi Veronika  |
| Ciarra              | Phoebe Robinson      | Kokas Piroska    |
| Kevin Myrtle        | Max Greenfield       | Bercsényi Péter  |
| Ethan Fowler        | Jason Jones          | Mihályfi Balázs  |
| A bolygó baszigánya | Kellan Lutz          | Fehér Tibor      |
| Nick Ivers          | Brian Bosworth       | Jakab Csaba      |
| Eddie               | Chris Witaske        | Jakab Márk       |
| Nővér, a médium     | Erykah Badu          | Kocsis Mariann   |
| Shaquille O’Neal    | Shaquille O’Neal     | Schneider Zoltán |
| Grant Hil           | Grant Hill           | Papucsek Vilmos  |
| Karl-Anthony Towns  | Karl-Anthony Towns   | Welker Gábor     |
| Lisa Leslie         | Lisa Leslie          | Kis-Kovács Luca  |
| Mark Cuban          | Mark Cuban           | Sótonyi Gábor    |
| Danny               | Pete Davidson        | Gacsal Ádám      |
| Skip Davis          | Richard Roundtree    | Papp János       |
| Ben                 | Auston Jon Moore     | Sándor Barnabás  |
| Jamal Barry         | Shane Paul McGhie    | Jéger Zsombor    |